# ベーブ・ディドリクソン＝ザハリアス
ミルドレッド・エラ・ディドリクソン・ザハリアス（Mildred Ella "Babe" Didrikson Zaharias、 1911年6月26日 – 1956年9月27日）は米国人女性アスリートで、ゴルフ、バスケットボール、野球、陸上トラック / フィールド競技などに秀でた成績を残した。1932年ロサンゼルスオリンピックではトラックとフィールド両方の陸上競技に出場し2つの金メダルと1つの銀メダルを獲得した。その後ゴルフに転身し、LPGA（全米女子プロゴルフ協会）主催のメジャー大会だけで通算10回の優勝を遂げた。現在でも、史上最も偉大なアスリートの一人であると広く認識されている。愛称の（ゴルフでは LPGA 登録名も）ベーブ・ディドリクソン、あるいはベーブ・ザハリアスで呼ばれることが多かった。

## 経歴

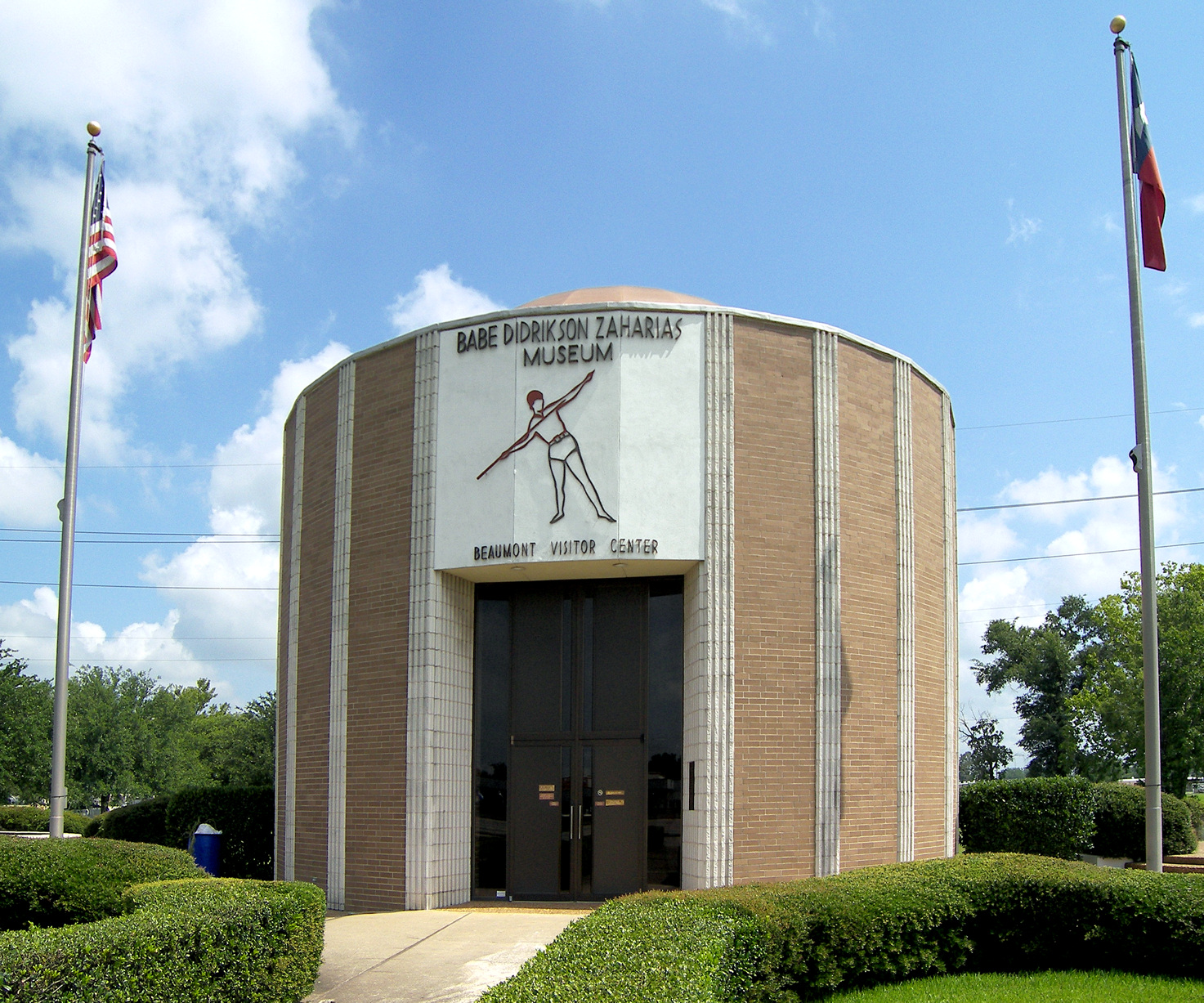
ベーブ・ザハリアス記念館(テキサス州ボーモント)

テキサス州の海沿いにあるポートアーサーで7人兄弟の6番目として生まれた。母ハンナと父オール・ディドリクセンはノルウェーからの移民だった。兄弟のうち上から3人目まではノルウェーで生まれたが、ミルドレッドを含む4人はポートアーサーで生まれた。後年苗字 (surname) の綴りを “Didriksen”（ディドリクセン）から英語風の ”Didrikson”（ディドリクソン）に変えた。4歳の時、同じテキサス州内のボーモントに一家で引っ越した。彼女の愛称「ベーブ (Babe)」は、子供のころ野球をした際に1試合で5本のホームランを打ったことで、ベーブ・ルースに因んでつけられたものだと本人は主張したが、母親はもっと小さい頃から “Bebe” と呼んでいたという。 
アスリートしての才能は万人が認めるところだが、アスリート以外の才能も傑出していた。その一つが裁縫で、実際ゴルフウェアを含む様々な衣装類を自分で仕立てた。彼女は実際には1931年にボーモントで開かれたテキサス南部ステートフェアで裁縫競技のチャンピオンになったが、彼女には自分の言うことを過剰に飾る性癖（虚言癖）があり、何年もが経過した1953年になってから、もっと広域のダラスにおけるテキサスステートフェアで優勝したと言い張った。ボーモント高校に進学したが最終第8学年で留年し、クラスメートとは1歳年が違っていた。バスケットボールをするためにダラスに移ったため、結局卒業せずに高校は辞めてしまった。歌手兼ハーモニカ奏者をしたこともあり、マーキュリーレコードレーベルで何枚かのシングル盤をリリースしている。一番売れたのは “I Felt a Little Teardrop” とその裏面に “Detour” という曲が入った1枚だったという。
すでにベーブ・ディドリクソンとして彼女は有名だったが、ゴルフのプレー中に知り合ったプロレスラーのジョージ・ザハリアスと1938年12月23日にセントルイスで結婚した。結婚後はベーブ・ディドリクソン＝ザハリアス、あるいはベーブ・ザハリアスとして知られるようになった。ジョージはギリシャ系アメリカ人でコロラド州プエブロ出身、プロレスの試合中に演じる独特のキャラクターから「クリップクリークの泣き虫ギリシャ人」と呼ばれていた。副業として1952年の映画 “Pat and Mike” に出演したりもしている。子供はいなかった。養子を取ろうとしたが当局に拒否されたという。

### アスリートとしての実績
陸上のトラックおよびフィールド競技で世界的名声を得たほか、バスケットボールでもオールアメリカンに選ばれる実力を持ち、さらにはプロ野球やソフトボールもプレーした。またダイビングやローラースケート、ボウリングも上手かった。

### AAU チャンピオン
高校を辞めて最初に就いた仕事はダラスの “Employers' Casualty Insurance Company” という会社の秘書だったが、同社はバスケットボールの社会人チーム「ゴールデンサイクロンズ」を保有しており、彼女はここでプレーすることが主な役割だった。当時はアマチュアアスレチックユニオン（Amateur Athletic Union, AAU、全米体育協会とも）が全米選手権大会を主催するなどアマチュア競技を統括しており、オリンピック代表選手の選考も行っていた。1931年には彼女の活躍でこのチームを AAU のバスケットボール選手権に出場させることに成功したが、ディドリクソン個人としては陸上競技の選手としてより大きな注目を集めた。
1932年の AAU 選手権（オリンピック代表の選考会も兼ねていた）では、競技が行われた10種目のうち8種目に出場し5種目で他を圧倒する優勝を飾り、もう1種目ではトップタイの成績だった。この大会に、彼女は会社の代表としてたった一人で出場していた（他社は種目ごとに一人ずつを送り込んでいた）にもかかわらず、チーム総合優勝をも勝ち取った。

### 1932年オリンピック
1932年のロサンゼルスオリンピックではフィールド競技とトラック競技を合わせて3種目に出場して4つの世界記録を生み、金メダル2個と銀メダル1個を獲得した。80メートルハードルでは予選で世界記録に並ぶ11.8秒を記録し、決勝では11.7秒で金メダル。やり投では 43.69メートルのオリンピック記録で金メダル。走高跳は銀メダルだったが、このときも世界記録と同一の1.657メートルを跳んだ。仲良しのアメリカ選手ジーン・シャイリーも同じく1.657メートルを跳び、ハードルを1.67メートルに上げたときに、なぜかシャイリーの金メダルが決定された。直前のディドリクソンの跳躍法がルール違反だったとの理由による。だがこの裁定には当時より疑問が挙げられている。ディドリクソンは全ての跳躍を同じフォーム（跳躍前に頭がバーの向こう側に出ている）でおこなったが、当時これ自体を禁止する何等のルールも存在しなかったこと、および百歩譲って跳躍法違反であれば競技失格にならなければならないが、実際には銀メダルを与えられていること、などによる。これは論争となったが、銀メダルは覆らなかった。
ディドリクソンはトラックとフィールドの両方の競技を行い、競走、投擲、跳躍それぞれでメダルを獲得した、男女を問わずただ一人のアスリートだった。

### オリンピック後
オリンピック終了後の何年間かにわたり、彼女は長い髪と髭で有名な「ダビデの家」野球チームや、かつて彼女が率いたオールアメリカンのバスケットボールチームと一緒に寸劇など演じるボードビルサーキット（巡回寸劇団）で全米中をドサ周りして、芸能人のような生活を送った。 ディドリクソンはビリヤードもうまかったが、チャンピオンになるほどではなかった。1933年の1月、ニューヨークシティで当時有名だった女性キューイスト（ビリヤードプレーヤー）のルース・マクギニスに挑戦し数日にわたるストレートプール戦となったが最終的には大敗したと報じられている。

### ゴルフ
初めてゴルフクラブを握ったのは高校生のころだと言われている。1932年のオリンピックの時には練習を始めていたが、1935年の時点ではゴルフの大会に出場するほどの実力を持っていた。始めたのは遅かったが、彼女を最も有名にしたスポーツはゴルフだった。1935年には彼女として2回目に出場した大会であるテキサス女子インビテーショナルに優勝した。この直後、USGA はバスケットボールや野球をして収入を得ていたことを理由に、彼女にはアマチュア資格がないとの裁定をおこなった。当時は女子のプロゴルフツアーは存在せず、アマチュア資格がないことには出場できる女子大会というのは存在しなかった。このため1938年1月、（既に存在していた）PGAツアー（男子）トーナメントであるロスアンゼルスオープン（男女不問でエントリーできた）に挑戦した。これ以降、女性が男子ツアーに出場するというのは60年後のアニカ・ソレンスタム、スージー・ウェーリー、ミシェル・ウィー、ブリタニー・リンシコムなどまで待たなくてはならない。この時は予備予選のストローク数 81 – 84 で本戦には出場できなかった。このトーナメント予備予選の際、プロレスラーのジョージ・ザハリアスと同じパーティーでプレーした。これが縁で11か月後に彼らは結婚した。
ディドリクソンは、女子ゴルフの分野においてアメリカで初めての有名人となり、1940年代から1950年代前半にかけてのトッププレーヤーだった。ゴルフで女子大会に出場するためのアマチュア資格を取り戻すために、3年間にわたり他のスポーツの試合に出場せずに過ごし、1942年にアマチュア資格を得ることができた。また、1945年には3つの（男子）PGAツアーの大会に参加申し込みを行い、1試合目は予選落ちしたが残りの2試合では予選を通過した。2018年現在でも、米PGA（男子）ツアーの本戦に出場し、さらに予選を通過した女性はザハリアスのほかにはいない。アマチュアとしての女子ツアーでは1946年の全米女子アマチュアと1947年の全英女子アマチュア選手権（アメリカ人としての初優勝）と3度の女子ウェスタンオープンで優勝した。 1947年に正式にプロに転身したディドリクソンは、女性プロゴルフ協会 (Women's Professional Golf Association)、後に女子プロゴルフ協会 (Ladies Professional Golf Association) 設立のため奔走し、設立後はこの主要メンバーとなった。
ザハリアスは、彼女の故郷であるテキサス州ボーモントで彼女の名前にちなんで開催されるベイブザハリアスオープンで優勝した。 さらに1947年のタイトルホルダー選手権と1948年の全米女子オープンで、4回目と5回目のメジャーチャンピオンシップで優勝した。 アマチュア大会では17大会連続優勝の偉業を飾り、この記録は未だに破られていない。 1950年までに、彼女は当時存在したすべてのゴルフタイトルを獲得した。 アマチュアとプロの両方を合わせると、合計82ものゴルフトーナメントで優勝した。
ニューヨーク・タイムズのチャールズ・マクグラスは、ザハリアスの評伝に対する書評において、「おそらくアーノルド・パーマー以外で、観客からこれほど愛されるゴルファーはいない ("Except perhaps for Arnold Palmer, no golfer has ever been more beloved by the gallery.")」と書いた。

### ゴルフ受賞
ザハリアスは1938年のPGAツアーに挑戦したが予備予選（マンデー）を通過できなかった。だがその後経験を積むにつれ男子大会でも予選を通過できるほどの実力を身に着けていった。1945年の1月に３つの男子大会にエントリーしたが、最初の大会であるロサンゼルスオープンでは予備予選を76 – 76で回り本戦出場に成功し、本戦では76 – 81で予選通過を果たした。しかしこの大会では3ラウンド目にもカットが行われ、ここで 79 をたたき4ラウンド目に進めなかった。それでもこのことは女性としてレギュラーシーズンのPGAツアーにエントリーして予備予選を通過、さらに2日間の予選を通過した史上初めての事例となった。次のフェニックスオープンでは予備予選無しで本選出場し、77 – 72 – 75 – 80 で最終日までプレーし33位の成績を残した。さらにツーソンオープンでは予備予選 74 – 81 で本戦出場。本戦でのトータルストローク307で42位タイとなった。ロサンゼルスとツーソンの2大会では、その後男性の大会に出場した他の女性プレーヤーのようにスポンサーの推薦枠等による予備予選免除での本戦出場ではなく、36ホールの予備予選から勝ち上がって本戦出場し、かつ本戦で予選通過を果たしていることは特筆に値する。

### 野球
1932年オリンピック後のボードビル興行時代に、プロ野球チームと契約してエキジビション試合に選手として何試合かをプレーしている。
1934年3月20日、メジャーリーグベースボールの春季キャンプで行われたフィラデルフィア・アスレチックス対ブルックリン・ドジャースのエキジビション試合でザハリアスは1イニングを投げ、1四球無安打だった。
二日後の3月22日、セントルイス・カージナルス対ボストン・レッドソックスのエキジビション試合に先発登板した。バーリー・グライムスやディジー・ディーンなどから指導を受け、投手板に足を掛けて大リーガー張りのワインドアップからそこそこのカーブを投げたという。この回、レッドソックスは3点を記録している。
さらに三日後の3月25日、ニューオーリンズ・ペリカンズとクリーブランド・インディアンスの試合にも出場し、2イニングを無失点（パーフェクト）に抑えている。
ディドリクソンは女子野球遠投競技（当時の AAU には正式種目として存在した）の世界記録（296フィート、およそ90メートル）保持者でもある。

### 最晩年と死
1950年は最高の年となった。この年、当時の女子メジャー大会3つ（全米女子オープン、タイトルホルダーズ選手権、女子ウェスタンオープン）にすべて勝利してグランドスラムを達成し、獲得賞金もトップに立つという快挙を成し遂げた。また、この年にはLPGAゴルファーで10勝するまでの最速記録を塗り替えた（1年と20日）。この最速10勝の記録は未だに破られていない。続く1951年にも賞金王を獲得、1952年にはメジャーであるタイトルホルダーズ選手権に再び勝利したが、1952年から1953年にかけては体調が思わしくなく、出場する試合数が少なくなった。それでも最速20勝（2年と4カ月）の記録は更新できた。
1953年に結腸癌と診断されたが、手術を受け1954年にトーナメントに復帰した。この年、年間最小平均スコアを記録した者が受賞するベアトロフィーを獲得し、さらには彼女にとって10回目でかつ最後となるメジャー優勝を全米女子オープンで飾った。この全米女子オープンは結腸癌の2度目の手術のわずか1カ月後に開催され、トーナメント中彼女は人工肛門バッグを身に着けてプレーした。この勝利で、メジャー優勝者の中で2番目の最年長者となった（1番目はフェイ・クロッカー、現在は2番目の最年長者にシェリー・スタインハウアーが割り込んだのでザハリアスは3番目となっている）。この勝利は彼女の30勝目に当たり、最速30勝到達の記録も塗り替えた（5年22日）。トーナメントでのプレーを続けながら、1952年8月にはLPGA の会長にも就任し、1955年7月までこの職を務めあげた。
1955年に結腸癌が再発した。この年は8試合にしか出場できなかったにもかかわらず、2勝を挙げた。1956年9月27日、45歳でテキサス州ガルベストンのジョンシーリー病院で死亡。死亡したその日の時点でもなお彼女はトップランクの女子ゴルファーであり続けた。彼女とその夫は早い時期にベーブ・ザハリアス基金を立上げ癌治療を行うクリニックを支援した。故郷のテキサス州ボーモントにあるフォレストローン墓地に埋葬されている。
死ぬまでの数年間、ディドリクソンはその運動選手としての能力だけではなく、当時の米国人は癌の検診や治療を拒否する人が多かった中で、癌治療推進の支持者としても知られるようになっていた。自身の知名度をその癌基金のためにだけではなく、米国癌学会のスポークスマンとしての活動にも利用した。 この分野での彼女の功績により、ドワイト・D・アイゼンハワー大統領によりホワイトハウスで表彰された。